# Advanced Planner & Optimizer
APO (significa Advanced Planner & Optimizer o en español: Planificador y Optimizador Avanzado) según la literatura SAP es una aplicación informática diseñada para ayudar a una compañía a mejorar su planificación de producción, precio, programación y envío de productos. Trabaja con actualizaciones a tiempo real desde pedidos minoristas de la demanda del cliente. 
Las actualizaciones son utilizadas para crear APO "avisos de demanda" que toma en cuenta complejas variaciones, tales como programación de entrega de materia prima y producción cíclica, para pronosticar la cantidad correcta de producción que la compañía necesitará para satisfacer futuras demandas. Puede estar integrada con SAP R/3 y legados de planificación de recursos empresariales (ERP).
Consiste en ocho niveles de aplicaciones:
- Diseño de redes.
- Planificación de la demanda.
- Planificación de suministro de redes.
- Planificación de la producción y programación detallada.
- Disponibilidad detallada.
- Planificación de transporte.
- Programación de transporte.
- Colaboración de la cadena de abastecimiento.

- Datos: Q379678